# Hermilo Novelo

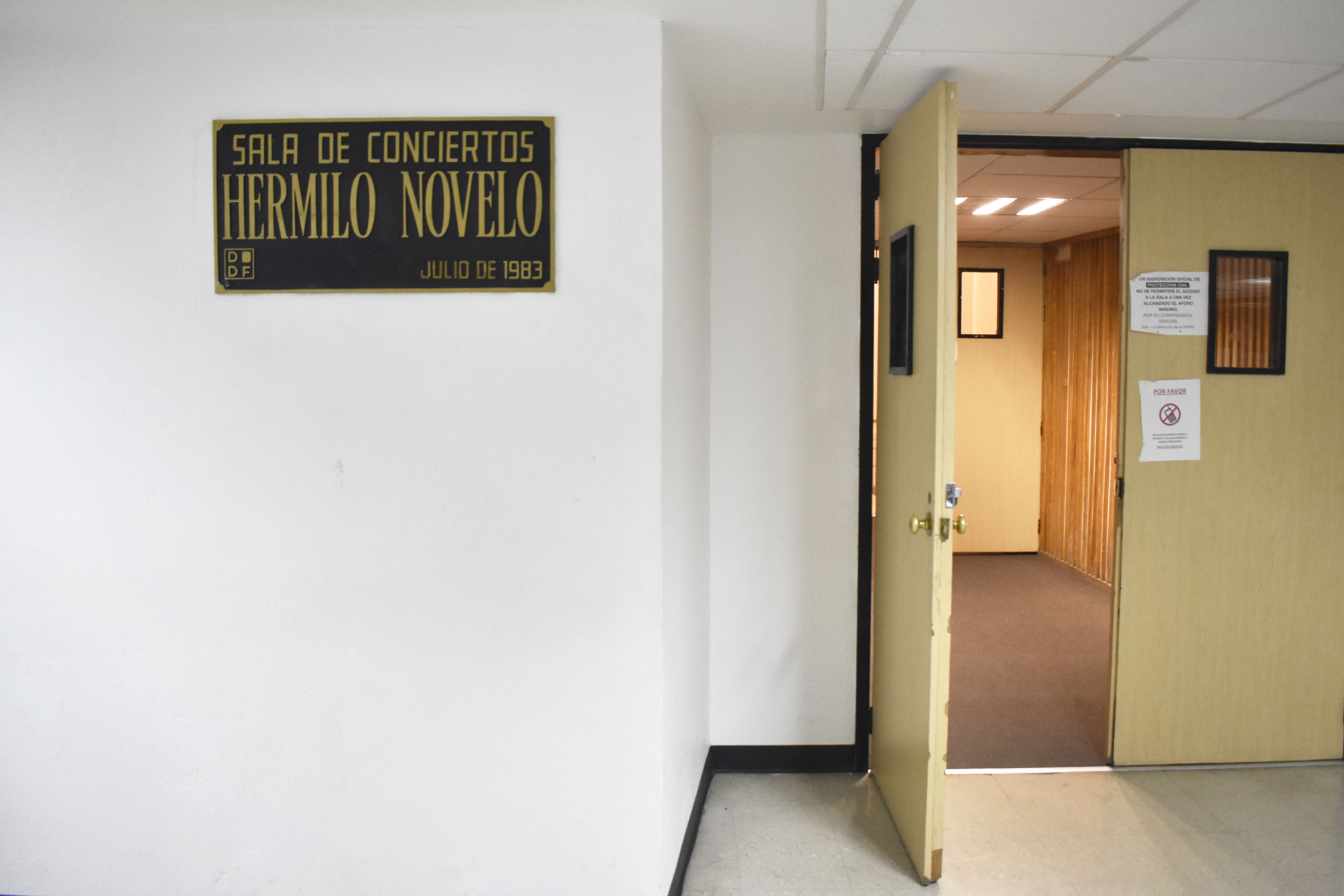
Una sala de conciertos en el Centro Cultural Ollin Yoliztli lleva su nombre.

Hermilo Novelo Torres (Veracruz, México, 5 de octubre de 1930 - Ciudad de México, 25 de marzo de 1983), más conocido como Hermilo Novelo, fue un violinista y director de orquesta mexicano del siglo XX.

## Primeros años y estudios
Su madre, Rosario Torres Cid, era pianista lírica y heredó a su hijo el amor por la música. Siendo un niño prodigio, Hermilo inició sus estudios de violín en Tampico, Tamaulipas (Academia Giadans). Su padre, Hermilo Novelo Vela, era marinero y falleció trágicamente cuando Hermilo era pequeño. Su madre se trasladó entonces, con sus tres hijos y un precario estado financiero, a la Ciudad de México. Una vez ahí, su madre le inscribió en la Escuela Nacional de Música de la UNAM, donde estudió con el maestro Luis G. Saloma, quien habría de presentarlo al público mexicano en el Palacio de las Bellas Artes, como solista de la Orquesta de la Facultad de Música, el 26 de octubre de 1944, tocando el Concierto en mi menor para violín núm. 6, de Wolfgang Amadeus Mozart, a la edad de 14 años. Estudió con el violinista Henryk Szeryng y posteriormente fue becado para estudiar en la Juilliard School of Music de Nueva York, donde fue discípulo de Ivan Galamian, Louis Persinger, Joseph Fuch y Robert Koff. Se graduó con honores en 1953. Posteriormente, estudió dirección orquestal con Sergiu Celibidache y Léon Barzin.[cita requerida]

## Carrera
Participó en los más importantes festivales internacionales de todo el mundo, tales como el de París, en 1977, en las Semanas Musicales de Sofía, Bulgaria, y en el Festival de Primavera de Gorzow, Polonia. A sus éxitos como violinista se le agregan sus actividades como director de orquesta.

### Premios y reconocimientos
- Concurso "Pablo Casals", organizado por las Juventudes Musicales de México, en 1953 (primer lugar).
- "Lira de Oro" de la Asociación de Cronistas de Teatro y Música de México (1965).
- Reconocimientos  en Acapulco, Aguascalientes, Cuernavaca, Culiacán, Chapala, Enseñada, Guadalajara, Guanajuato, Hermosillo, Huatabampo, León, Mazatlán, Mérida, Ciudad de México, Mexicali, Monterrey, Ciudad Obregón, Puebla, Tepic, Tepotzotlán, Toluca, Veracruz, Jalapa.
- Fue asistente del concertino de la Orquesta Sinfónica Nacional de México (de 1955 a 1962) y concertino de la misma orquesta (de 1963 a 1972).
- Profesor de violín en la Escuela Nacional de Música (1957)
- Primer violín del Cuarteto de Bellas Artes, durante ocho años.
- Concertista del Instituto Nacional de Bellas Artes para difundir la música y el violinismo mexicano en Europa. (1972)
- Miembro fundador y director de la Orquesta de Cámara de Bellas Artes (1977)
- Tributo en forma de monólogo: la puesta en escena De camino al concierto, de la escritora Marcela del Río (viuda del maestro Novelo).[1 3]
- Premio Hermilo Novelo, que otorga la Henryk Szeryng International Violin Competition.
- Concurso Nacional de Violín Hermilo Novelo, organizado por la Facultad de Música de la UNAM.
- Sala Hermilo Novelo, en el Centro Cultural Ollin Yoliztli (CCOY), nombrada así por la Secretaría de Cultura del Gobierno de la Ciudad de México.

### Giras y presentaciones

#### Presentaciones
Hermilo Novelo fue solista en salas de concierto como la Salle Pleyel y la Salle Gaveau (París); el Carnegie Hall (NY); el Kennedy Center (Washington); la Casa de los Artistas (Praga), la Grossen Salle del Musikverein (Viena); la sala de la Alcaldía de Bruselas. También tocó en ciudades como: Amberes, (Bélgica); Brno, Frantiskovy Lazne, Holomoutz, Luhacovice, Marianske Lazne, Piestany, Pilsen, Trencïanske Teplice (Checoslovaquia), Los Ángeles, Baltimore, Flagstaf, (EE.UU); Guatemala; Caen, Lille, (Francia); Milán, Roma, Torino (Italia); Lima, Ayacucho (Perú), Cracovia, Gorzow, Katowice, Kielce, Lodz, Pabianice, Rybnik, Tarnow, Varsovia, Wroclaw (Polonia), Bucarest (Rumania); Bolinas, Gavle, Hudiksval, Soderhamn (Suecia) y Belgrado (Yugoslavia), entre otras.[cita requerida]

#### Directores
Algunas batutas que lo dirigieron pertenecieron, entre otros, a:
- Rudolf Albert
- Karol Anbild
- Fernando Ávila
- Carlo Bagnoli
- Enrique Batis
- Jirí Belohlávek
- Piero Belugi
- Zdenék Bilek
- Constantin Bobescu
- Ricardo del Carmen
- George Cleve
- Francisco Contreras
- Teodor Costin
- Daniel Chabrun
- Carlos Chávez
- Enrique Diemecke
- Gérard Devos
- Carlos Esteva
- Jean Fournet
- José Rodríguez Frausto
- Theodor Fuchs
- Helmut Goldmann
- Alexis Hauser
- J. Houtmann
- Marius Iansons
- Benjamín Juárez Echenique
- Thomas M. Kishbaum
- Dimitri Kitayenco
- Kenneth Klein
- José Guadalupe Flores
- Luis Herrera de la Fuente
- Oswald Lehnert
- Eduardo Mata
- Jorge Mester
- Héctor Montfort
- Kazimierz Morski
- Gosta Nilsson
- Jaromir Nohejl
- Yoichiro Omachi
- István Pécsi
- Yves Prin
- Jozef Radwan
- Edouard Van Remoortel
- Albert Rossen
- Francisco Savín
- George Sebastian
- Giorgio Serafini
- David Serendero
- H.G. Schaffer
- Vaclav Smetacek
- Lawrence Smith
- Christoph Stepp
- Maurice Suzan
- Antoni Szafranek
- Henryk Szeryng
- Carlos Tirado
- Otakar Trhlík
- Jiri Waldhans
- Ivo Valenti
- Piotr Warzecha
- Kurt Woss
- Luis Ximénez Caballero
- Uberto Zanolli
- Armando Zayas

#### Otros
- Realizó grabaciones para la Radio Televisión de Francia, Italia, Checoslovaquia, Rumania y Moscú.
- En una gira europea, dio 60 conciertos, organizados por las Juventudes Musicales de México (1957).
- Fue solista con todas las orquestas mexicanas de su época.

## Fallecimiento
Hermilo Novelo falleció prematuramente en 1983, durante una gira musical por México, en un accidente automovilístico mientras viajaba hacia San Miguel de Allende, Guanajuato, junto con la pianista búlgara Violina Stoyánova, quien también perdió la vida en el percance. Sus restos descansan en la capilla familiar en el Panteón Jardín de la Ciudad de México.[cita requerida]